# Deutsche Fußball-Amateurmeisterschaft 1976
Deutscher Fußball-Amateurmeister 1976 wurde der SV Holzwickede. Im Finale setzte er sich mit 1:0 gegen den Titelverteidiger VfR OLI Bürstadt durch. Das Endspiel in Oldenburg war das zweitschlechtbesuchteste Finale der Wettbewerbsgeschichte. Nur das Endspiel von 1996 zog noch weniger Zuschauer an (500).

## Teilnehmende Mannschaften
An der deutschen Amateurmeisterschaft nahm mit dem FC Wacker München (verzichtet auf die 2. Bundesliga) ein Meister aus der Saison 1975/76 teil. Weiterhin qualifiziert waren zehn Vizemeister, wobei sich Biberach noch regionalen Qualifikationsspielen unterziehen musste. Aus der Oberliga Nord kamen die jeweils bestplatzierten Vereine aus (Schleswig-Holstein, Hamburg, Bremen, Niedersachsen) dazu, die nicht für die Aufstiegsrunde zur 2. Bundesliga qualifiziert waren.
| Mannschaften | Mannschaften                  | Ligen Saison 1975/76                                           |
|              | Holstein Kiel                 | Amateur-Oberliga Nord Schleswig-Holstein                       |
|              | SC Concordia Hamburg          | Amateur-Oberliga Nord Hamburg                                  |
|              | Blumenthaler SV               | Amateur-Oberliga Nord Bremen                                   |
|              | VfB Oldenburg                 | Amateur-Oberliga Nord Niedersachsen                            |
|              | Hertha BSC / Amateure         | Oberliga Berlin                                                |
|              | SV Holzwickede                | Verbandsliga Westfalen Staffel 2                               |
|              | TuS 08 Langerwehe             | Verbandsliga Mittelrhein                                       |
|              | Schwarz-Weiß Essen / Amateure | Verbandsliga Niederrhein                                       |
|              | VfR OLI Bürstadt              | Amateurliga Hessen                                             |
|              | TuS Neuendorf                 | Amateurliga Rheinland                                          |
|              | ASV Gummi-Mayer Landau        | Amateurliga Südwest                                            |
|              | VfB Theley                    | Amateurliga Saarland                                           |
|              | SV Sandhausen                 | 1. Amateurliga Baden                                           |
|              | Freiburger FC                 | 1. Amateurliga Südbaden                                        |
|              | FV Biberach                   | 1. Amateurliga Württemberg 1. Amateurliga Schwarzwald-Bodensee |
|              | FC Wacker München             | 1. Amateurliga Bayern                                          |

## Vorrunde
Hinspiele: 29. Mai Rückspiele: 5. Juni
|                               | Gesamt |                      | Hinspiel | Rückspiel |
| ----------------------------- | ------ | -------------------- | -------- | --------- |
| FC Wacker München             | 4:5    | Freiburger FC        | 1:4      | 3:1       |
| Schwarz-Weiß Essen / Amateure | 3:6    | VfR OLI Bürstadt     | 3:2      | 0:4       |
| TuS 08 Langerwehe             | 2:5    | VfB Oldenburg        | 1:2      | 1:3       |
| Blumenthaler SV               | 5:3    | VfB Theley           | 3:1      | 2:2       |
| Hertha BSC / Amateure         | 3:5    | SC Concordia Hamburg | 1:1      | 2:4       |
| ASV Gummi-Mayer Landau        | 5:2    | SV Sandhausen        | 1:0      | 4:2       |
| TuS Neuendorf                 | 3:2    | FV Biberach          | 1:0      | 2:2       |
| Holstein Kiel                 | 2:4    | SV Holzwickede       | 0:2      | 2:2       |

## Viertelfinale
Hinspiele: 12. Juni Rückspiele: 17. Juni
|                        | Gesamt |                      | Hinspiel | Rückspiel |
| ---------------------- | ------ | -------------------- | -------- | --------- |
| VfR OLI Bürstadt       | 5:0    | Freiburger FC        | 3:0      | 2:0       |
| Blumenthaler SV        | 3:5    | VfB Oldenburg        | 1:0      | 2:5       |
| ASV Gummi-Mayer Landau | 1:3    | SC Concordia Hamburg | 1:1      | 0:2       |
| SV Holzwickede         | 1:0    | TuS Neuendorf        | 0:0      | 1:0       |

## Halbfinale inDelmenhorst
| Datum                  |                  | Ergebnis              |                      |
| ---------------------- | ---------------- | --------------------- | -------------------- |
| Fr 25. Juni, 16:30 Uhr | VfR OLI Bürstadt | 2:1                   | SC Concordia Hamburg |
| Fr 25. Juni,18:45 Uhr  | VfB Oldenburg    | 1:1 n. V. (2:3 i. E.) | SV Holzwickede       |

## Spiel um Platz 3 in Oldenburg
| Datum                  |                      | Ergebnis |               |
| ---------------------- | -------------------- | -------- | ------------- |
| So 27. Juni, 14:00 Uhr | SC Concordia Hamburg | 3:1      | VfB Oldenburg |

## Finale
| SV Holzwickede                                                          | SV Holzwickede | VfR OLI Bürstadt | VfR OLI Bürstadt |
| ----------------------------------------------------------------------- | --- | --- | ---------------- |
| SV Holzwickede                                                          | \| Sonntag, 27. Juni 1976 um 16:00 Uhr in Oldenburg (Stadion Donnerschwee) \| \| Ergebnis: 1:0 (0:0) \| \| Zuschauer: 750 \| \| Schiedsrichter: Karl-Heinz Picker (Hamburg) \|                                                  | \| Sonntag, 27. Juni 1976 um 16:00 Uhr in Oldenburg (Stadion Donnerschwee) \| \| Ergebnis: 1:0 (0:0) \| \| Zuschauer: 750 \| \| Schiedsrichter: Karl-Heinz Picker (Hamburg) \|                                             | VfR OLI Bürstadt |
| SV Holzwickede                                                          | Helmut Scholz – Dieter Eiler – Herbert Bell, Hans-Joachim Woköck, Reinhard Backs – Dieter Kurrat, Heinz Wulf, Klaus Waldschmidt (86. Rolf Weltmann) – Gerd Kuhlhüser, Ingo Peter, Hans-Jürgen Kurrat Cheftrainer: Dieter Kurrat | Manfred Neuwinger – Rudolf Geier – Bert Grieser, Bernd Weigel, Ludwig Reinhardt – Reinhard Grimm, Jürgen Groh, Kurt Köhle – Klaus Nathmann, Guido Stetter (68. Karl-Heinz Vogt), Erich Schmiedl Cheftrainer: Wolfgang Solz | VfR OLI Bürstadt |
| SV Holzwickede                                                          | 1:0 Rolf Weltmann (90.+2') | | VfR OLI Bürstadt |
| Sonntag, 27. Juni 1976 um 16:00 Uhr in Oldenburg (Stadion Donnerschwee) | | |                  |
| Ergebnis: 1:0 (0:0)                                                     | | |                  |
| Zuschauer: 750                                                          | | |                  |
| Schiedsrichter: Karl-Heinz Picker (Hamburg)                             | | |                  |